# Politie Voetbal Vrienden
PVV (Politie Voetbal Vrienden) é um clube de futebol surinamês sediado em Paramaribo no Suriname.
Disputa o Campeonato Surinamês de Futebol.